# Entelegynae
Entelegynae e un subgrup de păianjeni araneomorfi. Aproape toți membrii acestui grup, spre deosebire de cei ai Haplogynae, au 8 ochi, iar femelele au o placă genitală. 

## Superfamilii
- Eresoidea
- Archaeoidea
- Palpimanoidea
- Mimetoidea
- Uloboroidea
- Araneoidea
- Lycosoidea
- Agelenoidea
- Amaurobioidea
- Dictynoidea
- Sparassoidea
- Selenopoidea
- Zodarioidea
- Tengelloidea
- incertae sedis
  - Chummidae
  - Clubionidae
  - Cryptothelidae
  - Cycloctenidae
  - Halidae
  - Homalonychidae
  - Miturgidae
- Titanoecoidea
- Gnaphosoidea
- Thomisoidea
- Salticoidea
- Corinnoidea